# Stade Alejandro-Morera-Soto
Le stade Alejandro-Morera-Soto est un stade construit à Alajuela, au Costa Rica.

## Histoire
Ouvert en 1942, il peut accueillir 17 895 spectateurs.
Ce stade porte le nom du footballeur Alejandro Morera Soto.

## Galerie

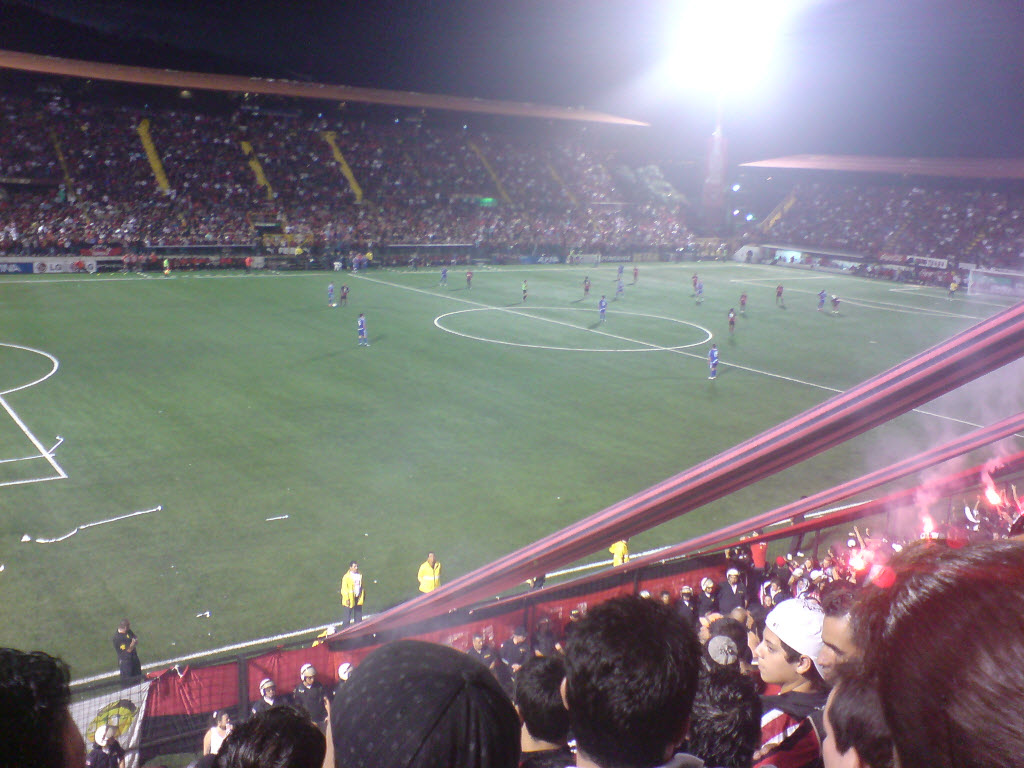
Vue du stade avec la nouvelle pelouse synthétique